# Hymn Wysp Salomona
God Save Our Solomon Islands – hymn państwowy Wysp Salomona obowiązujący od 1978 roku.
Autorami słów są Panapasa Balekana i Matila Balekana. Muzykę skomponował Panapasa Balekana.

## Tekst
wersja oryginalna
God Save our Solomon Islands from shore to shore

Blessed all our people and all our lands

With your protecting hands

Joy, Peace, Progress and Prosperity

That men shall brothers be, make nations see

Our Solomon Islands, our Solomon Islands

Our nation Solomon Islands

Stands forever more.
wersja polska
Boże, chroń nasze wyspy Salomona, od brzegu do brzegu,

Błogosławiony jest nasz lud i wszelkie nasze ziemie,

Dzięki twoimi opiekuńczym dłoniom.

Radość, Pokój, Postęp i Powodzenie

By wszyscy ludzie byli braćmi, pozwól narodom

Oglądać Wyspy Salomona, nasze Wyspy Salomona,

Nasz naród Wysp Salomona,

Trwać będzie na wieczność.